# 古爾丁定理
古爾丁定理（英語：Guldinus theorem），最初由古希臘的帕普斯發現，後來在16世紀保羅·古爾丁又重新發現了這個定理。

## 表面積
- 有一條平面曲線，跟它的同一個平面上有一條軸。由該平面曲線以該條軸與旋轉而產生的旋轉曲面的表面積{\displaystyle A}，等於曲線的長度{\displaystyle s}乘以曲線的幾何中心經過的距離{\displaystyle d_{1}}：{\displaystyle A=sd_{1}}。

1. 例：設環面圓管半徑為{\displaystyle r}，圓管中心到環面中心距離為{\displaystyle R}，把環面看成上面提到的曲線，其幾何中心是圓管中心。所以環面表面積為{\displaystyle (2\pi r)(2\pi R)=4\pi ^{2}rR}

若有平面連續曲線{\displaystyle y=f(x)}，求{\displaystyle x}在{\displaystyle [a,b]}時，曲線以{\displaystyle x}軸旋轉所得的曲面表面積。可考慮一小段曲線，其幾何中心便是{\displaystyle y}，曲線長度為{\displaystyle {\sqrt {1+({\frac {\mathrm {d} y}{\mathrm {d} x}})^{2}}}}，因此這個曲面的表面積便是：
{\displaystyle 2\pi \int _{a}^{b}y{\sqrt {1+({\frac {\mathrm {d} y}{\mathrm {d} x}})^{2}}}\;\mathrm {d} x}。

## 體積
- 由平面形狀繞和它的同一個平面上的軸旋轉而產生的旋轉體的體積{\displaystyle V}，等於平面形狀面積{\displaystyle S}乘以平面形狀的幾何中心經過的距離{\displaystyle d_{1}}的積：{\displaystyle V=Sd_{1}}。

再考慮一般平面曲線下的面積的情況，可得旋轉體體積{\displaystyle V=\pi \int _{a}^{b}y^{2}\;\mathrm {d} x}。